# Basílica de Nossa Senhora Aparecida
Die Catedral Basílica Santuário Nacional de Nossa Senhora da Conceição Aparecida (deutsch Kathedralbasilika des Nationalheiligtums Unserer Lieben Frau der Erschienenen Empfängnis) ist die Kathedrale des Erzbistums Aparecida. Die neuromanische Wallfahrtskirche stammt aus der zweiten Hälfte des 20. Jahrhunderts. 

## Geschichte
Aparecida gilt als der größte Wallfahrtsort Brasiliens und empfängt jährlich acht Millionen Pilger. Der Ortsname selbst bedeutet „Erschienene“ und weist auf eine Marienerscheinung im Jahr 1717 hin. Der Kirchenbau begann 1955, um eine kleinere Basilika zu entlasten, deren Platz für die Wallfahrer nicht mehr ausreichte. Die Kirche ist nicht zu verwechseln mit der gleichnamigen Kathedrale von Brasília, die zwar weltweit bekannter, jedoch bedeutend kleiner ist. Der Neubau wurde 1980 durch Johannes Paul II. geweiht, der sie 1981 zur Basilica minor erhob. 1984 wurde die Basilika zum katholischen Nationalheiligtum bestimmt, dem Papst Benedikt XVI. bei seinem Besuch 2007 die Goldene Rose verlieh. 2016 wurde die Kirche zur Kathedrale des Bistums erhoben.

## Bauwerk
Die Kirche wurde ab 1955 im neuromanischen Stil errichtet. Der Kirchturm (Torre Brasília) ist 100 Meter hoch, die Kuppel des Gebäudes misst 70 Meter. Das monumentale Bauwerk umschließt eine Fläche von knapp 18.000 Quadratmetern. Im Inneren der Kirche finden 45.000 Menschen Platz. Die Basilika in Aparecida ist nach dem Petersdom die flächenmäßig größte Kirche der Welt. Lediglich die Mezquita-Catedral de Córdoba umschließt eine größere Fläche, diese wurde allerdings als Moschee errichtet und hätte eine noch größere Grundfläche als der Petersdom.